# 沃久萊什蒂鄉
44°43′N 23°05′E / 44.717°N 23.083°E
沃久萊什蒂鄉（羅馬尼亞語：Comuna Văgiulești, Gorj），是羅馬尼亞的鄉份，位於該國西南部，由戈爾日縣負責管轄，面積48平方公里，海拔高度302米，2007年人口2,947，人口密度每平方公里61人。